# Civrac-de-Blaye
Civrac-de-Blaye – miejscowość i gmina we Francji, w regionie Nowa Akwitania, w departamencie Żyronda.
Według danych na rok 1990 gminę zamieszkiwały 603 osoby, a gęstość zaludnienia wynosiła 46 osób/km² (wśród 2290 gmin Akwitanii Civrac-de-Blaye plasuje się na 641. miejscu pod względem liczby ludności, natomiast pod względem powierzchni na miejscu 873.).